# Pugnale
Un pugnale è un coltello da combattimento con una punta molto affilata e solitamente due bordi taglienti, tipicamente progettato e utilizzato come arma da offesa o da taglio. I pugnali sono stati usati nel corso della storia umana per scontri ravvicinati, e molte culture hanno usato pugnali ornati in contesti rituali e cerimoniali. Un pugnale in senso moderno è un'arma bianca creata per il combattimento ravvicinato o per l'autodifesa; a causa del suo utilizzo in assemblaggi di armi storiche, ha associazioni con accoltellamenti e omicidi. Questi coltelli a doppio taglio, tuttavia, svolgono diversi tipi di ruoli in diversi contesti sociali.
Si tratta di un'arma corta (20-30 cm al massimo), portata dentro un fodero, legata al fianco o nascosta sotto i vestiti; per la legge è arma proibita e il porto è generalmente vietato.
Provenendo dal coltello, uno dei primi strumenti creati dall'uomo, il pugnale sicuramente è stato una delle prime armi ad essere utilizzata; inizialmente era una semplice lama di selce o osso scheggiata così da ottenere uno o più taglienti, più tardi comparvero esemplari in bronzo e ferro. Questi manufatti erano sia utensili da taglio, quindi utilizzati per la preparazione del cibo e per la costruzione di strumenti di legno, sia all'occorrenza armi bianche utilizzate negli scontri ravvicinati. Dal primo conflitto mondiale divenne anche parte dell'armamento del soldato degli eserciti belligeranti e tuttora è quasi sempre presente al fianco del soldato moderno.

## Storia

### Antichità
I primi pugnali erano realizzati con materiali come selce, avorio o osso nel Neolitico.
I pugnali di rame apparvero per la prima volta nella prima età del bronzo, nel 3° millennio a.C., e pugnali di rame del Minoico Primo (2400-2000 a.C.) furono recuperati a Cnosso.
Nell'antico Egitto, i pugnali erano solitamente fatti di rame o bronzo, mentre i reali avevano armi d'oro. Almeno dall'Egitto pre-dinastico, (3100 a.C. circa) i pugnali erano adornati come oggetti cerimoniali con impugnature dorate e in seguito anche di costruzione più ornata e varia. Uno dei primi pugnali d'argento è stato recuperato con il design della nervatura centrale. L'apertura della tomba di Tutankhamon nel 1924 rivelò due pugnali, uno con una lama d'oro e uno di ferro fuso. Si ritiene che le mummie dell'XI dinastia fossero sepolte con sciabole di bronzo; e c'è un pugnale di bronzo di Thutmes III (XVIII dinastia), circa 1600 a.C., e armature, spade e pugnali in bronzo di Mene-ptah II della (XIX dinastia) intorno al 1300 a.C.
La produzione di ferro non iniziò fino al 1200 a.C. e il minerale di ferro non fu trovato in Egitto, rendendo raro il pugnale di ferro, e il contesto suggerisce che il pugnale di ferro fosse valutato a un livello uguale a quello della sua controparte d'oro cerimoniale. Questi fatti e la composizione del pugnale avevano a lungo suggerito un'origine meteoritica, tuttavia, le prove di tale origine non sono state del tutto conclusive fino a giugno 2016, quando i ricercatori che hanno utilizzato la spettrometria a fluorescenza a raggi X hanno confermato proporzioni simili di metalli (ferro, 10% di nichel e 0,6% di cobalto) in un meteorite scoperto nella zona, depositato da un'antica pioggia di meteoriti.
Uno dei primi oggetti in ferro fuso è un pugnale risalente a prima del 2000 a.C., rinvenuto in un contesto che fa pensare fosse considerato un oggetto ornamentale di grande valore. Trovato in una tomba reale hattica datata circa 2500 a.C., ad Alaca Höyük nell'Anatolia settentrionale, il pugnale ha una lama di ferro fuso e un manico d'oro.
Gli artigiani e i fabbri dell'Iberia in quella che oggi è la Spagna meridionale e la Francia sudoccidentale produssero vari pugnali e spade di ferro di alta qualità dal V al III secolo a.C., in ornamenti e modelli influenzati dalla cultura greca, punica (cartaginese) e fenicia. L'eccezionale purezza del ferro iberico e il sofisticato metodo di forgiatura, che includeva la martellatura a freddo, producevano armi a doppio taglio di eccellente qualità. Si possono trovare design tecnologicamente avanzati come coltelli pieghevoli arrugginiti tra i manufatti di molte sepolture a cremazione della seconda età del ferro iberica o negli scavi dell'Impero Romano in tutta la Spagna e nel Mediterraneo. I fanti iberici portavano diversi tipi di pugnali di ferro, la maggior parte dei quali basati su versioni accorciate di spade a doppio taglio, ma il vero pugnale iberico aveva una lama di forma triangolare. Pugnali e spade iberici furono successivamente adottati da Annibale e dai suoi eserciti cartaginesi. I Lusitani, un popolo pre-celtico che dominava le terre a ovest dell'Iberia (la maggior parte del Portogallo moderno e dell'Estremadura) tennero con successo a bada l'Impero Romano per molti anni con una varietà di tattiche innovative e armi leggere, comprese lance corte con la lama di ferro e pugnali modellati su modelli iberici.
Durante l'Impero Romano, i legionari ricevevano un pugio (dal latino pugnō, o "combattimento"), un pugnale di ferro a doppio taglio con una lama di 7-12 pollici. Il design e la fabbricazione del pugio sono stati presi direttamente dai pugnali iberici e dalle spade corte; i romani adottarono persino il pugnale iberico a lama triangolare, che chiamarono parazonium. Come il gladius, il pugio era più spesso usato come spinta (arma da taglio). In quanto arma da combattimento ravvicinato estremo, il pugio era l'ultima linea di difesa del soldato romano. Quando non era in battaglia, il pugio fungeva da comodo coltello multiuso.

### Medioevo

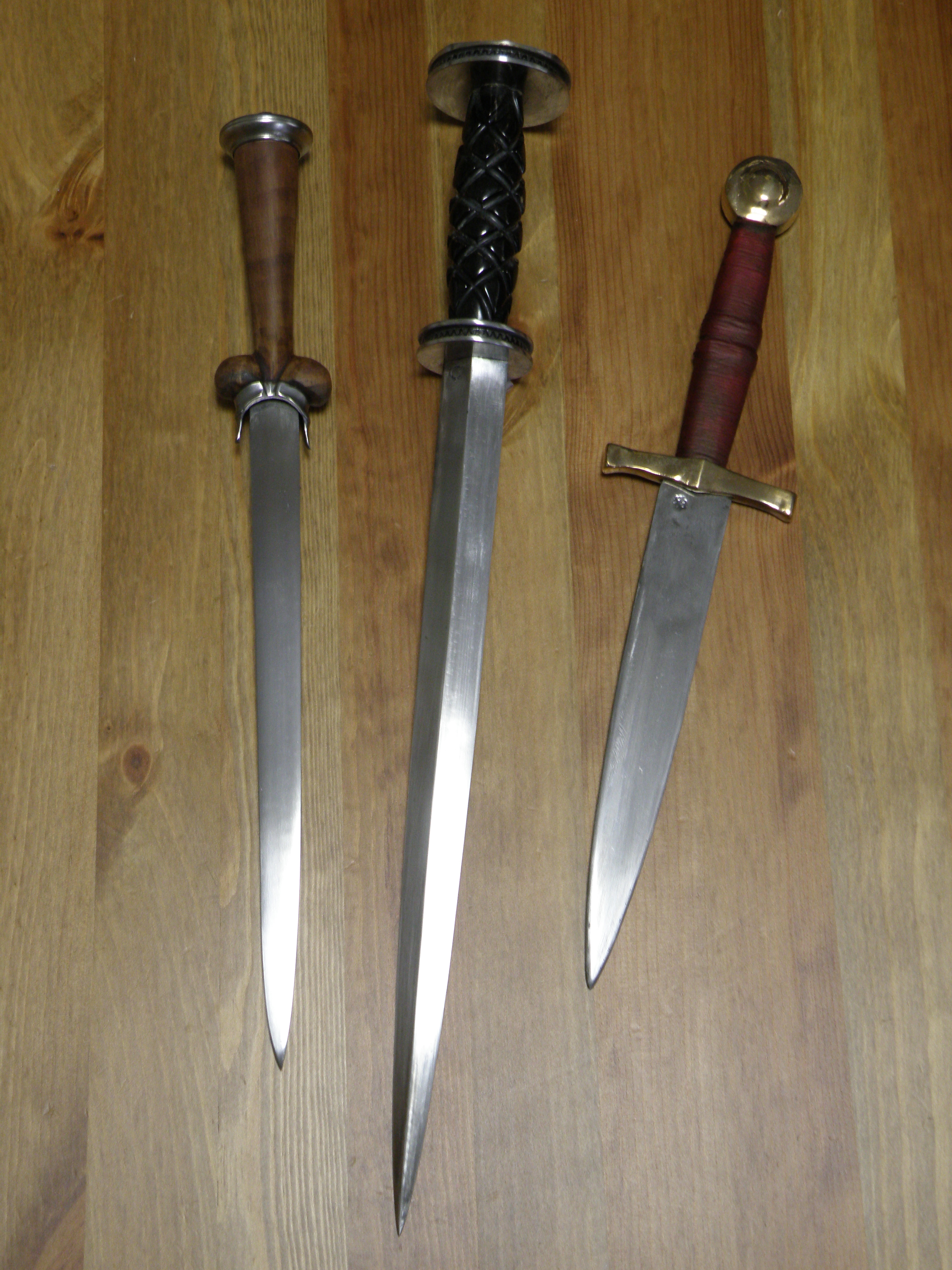
Riproduzioni moderne di pugnali medievali. Da sinistra a destra: Pugnale Ballock, Daga a rondelle e Pugnale Quillon.

Il termine pugnale compare solo nel tardo medioevo, riflettendo il fatto che mentre il pugnale era conosciuto nell'antichità, era scomparso durante l'alto medioevo, sostituito dal coltello da taglio o scramasax.
Il pugnale riapparve nel XII secolo come "pugnale cavalleresco", o più propriamente pugnale a croce o quillon, e fu sviluppato in un braccio e strumento comune per uso civile nel periodo tardo medievale.
La prima rappresentazione conosciuta di un pugnale con l'elsa incrociata è il cosiddetto "rilievo di Guido" all'interno del Grossmünster di Zurigo (1120 circa). Un certo numero di raffigurazioni del pugnale a croce completamente sviluppato si trovano nella Bibbia Morgan (c. 1240). Molti di questi pugnali dall'elsa incrociata assomigliano a spade in miniatura, con protezioni incrociate e pomelli molto simili nella forma alle spade dell'epoca. Altri, tuttavia, non corrispondono esattamente ai modelli di spada conosciuti, avendo ad esempio cappucci con pomo, grandi pomi cavi a forma di stella sui cosiddetti "pugnali araldici borgognoni" o croce e pomo in stile antenna, che ricordano i pugnali dell'era di Hallstatt. Il tipo con l'elsa a croce persistette fino al Rinascimento.
Il termine antico francese dague sembra riferirsi a queste armi nel XIII secolo, insieme ad altri termini come poignal e basilard. Il pugnale medio inglese è usato dal 1380.
Durante questo periodo, il pugnale veniva spesso impiegato come arma di difesa secondaria nel combattimento ravvicinato. Il pugnale cavalleresco si è evoluto nel più grande coltello baselardo nel XIV secolo. Durante il XIV secolo divenne abbastanza comune per i cavalieri combattere a piedi per rafforzare la linea difensiva della fanteria. Ciò ha richiesto un maggiore uso di pugnali. Ad Agincourt (1415) gli arcieri li usavano per inviare cavalieri appiedati spingendo le lame strette attraverso le prese d'aria dell'elmo e altre aperture. Il baselard era considerato una via di mezzo tra una spada corta e un lungo pugnale, e divenne popolare anche come arma civile. Sloan 2593 (una raccolta di 70 canzoni natalizie scritte circa nel 1400) registra una canzone che ironizza sull'uso di coltelli baselard di grandi dimensioni come accessori di moda. Armi di questo tipo chiamate anelace, a metà tra un grosso pugnale e una spada corta, erano molto in uso nell'Inghilterra del XIV secolo come equipaggiamento civile, indossate "sospese da un anello alla cintura".
Nel tardo medioevo, i coltelli con design delle lame che enfatizzavano gli attacchi di spinta, come lo stiletto, divennero sempre più popolari e alcuni coltelli da spinta comunemente indicati come "pugnali" cessarono di avere un filo tagliente. Questa era una risposta al dispiegamento di armature pesanti, come cotte di maglia e armature a piastre, dove gli attacchi di taglio erano inefficaci e l'attenzione era concentrata su spinte con lame strette per mirare alle intersezioni delle piastre dell'armatura (o le fessure per gli occhi della visiera dell'elmo). Queste armi da spinta tardo medievali sono talvolta classificate dalla forma della loro elsa come daga a rondelle, bollock o pugnali a orecchie. Il termine dagger (pugnale) è coniato in questo periodo, così come gli equivalenti tedeschi della prima età moderna dolch (tolch) e degen (tegen). Nella scuola tedesca di scherma, Johannes Liechtenauer (Codex 3227a del Germanisches Nationalmuseum di Norimberga noto anche come Hs. 3227a, GNM 3227a, Nürnberger Handschrift GNM 3227a, un manoscritto di 169 fogli, datato alla fine del XIV secolo) e i suoi successori (in particolare Andres Lignizer in Cod. 44 A 8 noto anche come MS 1449, un manuale da combattimento compilato da Peter von Danzig nel 1452) insegnavano a combattere con il pugnale.

### Rinascimento e prima età moderna
Il pugnale era molto popolare come arma di scherma e difesa personale nella Spagna del XVII e XVIII secolo, dove veniva chiamato daga o punal. Durante il Rinascimento il pugnale era usato come parte dell'abbigliamento quotidiano e i pugnali erano l'unica arma che i cittadini comuni potevano portare con sé. In inglese, i termini poniard e dirk sono prestati tra la fine del XVI e l'inizio del XVII secolo, quest'ultimo nell'ortografia dork, durk (presumibilmente tramite il basso tedesco, l'olandese o lo scandinavo dolk, dolch, in ultima analisi da uno slavo occidentale tulich), l'ortografia moderna dirk risalenti agli scozzesi del XVIII secolo.
A partire dal XVII secolo, un'altra forma di pugnale (la baionetta a tappo e successivamente la baionetta a presa) fu usata per convertire moschetti e altre armi lunghe in lance montandole sulla canna. Periodicamente venivano usati per mangiare; l'arma veniva utilizzata anche per una varietà di altri compiti come riparare stivali, riparazioni domestiche e lavori agricoli. La funzione finale del pugnale era quella di un mezzo ovvio e ostentato per migliorare l'abbigliamento personale di un uomo, conforme alla moda che imponeva che tutti gli uomini lo portassero.

### Periodo moderno (dal XIX al XXI secolo)
La guerra di trincea (prima guerra mondiale) fece tornare in gioco pugnali e coltelli da combattimento. Sostituirono anche le sciabole indossate dagli ufficiali, troppo lunghe e goffe per la guerra di trincea. Erano indossati con orgoglio come segno di aver prestato servizio in prima linea.
I pugnali hanno raggiunto la notorietà pubblica nel 20º secolo come insegne uniformi ornamentali durante le dittature fasciste dell'Italia di Mussolini e della Germania di Hitler. I pugnali da abito sono stati usati anche da molti altri paesi, incluso il Giappone, ma mai nella stessa misura. Come equipaggiamento da combattimento furono trasportati da molte forze di fanteria e commando durante la seconda guerra mondiale. Il commando britannico e altre unità d'élite ricevettero un pugnale particolarmente sottile, il coltello da combattimento Fairbairn-Sykes, sviluppato da William E. Fairbairn ed Eric A. Sykes da esperienze di combattimento ravvicinato nella vita reale acquisite durante il servizio nella forza di polizia municipale di Shanghai. Il pugnale FS si è rivelato molto popolare tra i commando, che lo hanno utilizzato principalmente per l'eliminazione delle sentinelle. Ad alcune unità dei Raiders del Corpo dei Marines degli Stati Uniti nel Pacifico è stato fornito un pugnale da combattimento simile, lo stiletto Marine Raider, sebbene questo design modificato si sia rivelato meno efficace se utilizzato nel tipo di combattimento con coltello incontrato nel teatro del Pacifico a causa di questa versione che utilizza materiali e tecniche di produzione inferiori.
Durante la guerra del Vietnam, il Gerber Mark II, progettato dal capitano dell'esercito americano Bud Holzman e Al Mar, era un popolare modello di coltello da combattimento acquistato privatamente da molti soldati e marines statunitensi che prestarono servizio in quella guerra.
A parte le forze militari, la maggior parte dei pugnali non viene più portata apertamente, ma nascosta nei vestiti. Una delle forme più popolari del pugnale occultabile è il coltello da stivale. Esso non è altro che un pugnale accorciato abbastanza compatto da poter essere indossato sulla parte inferiore della gamba, solitamente mediante un fodero agganciato o legato a uno stivale o ad altre calzature.

## Simbolismo culturale
Il pugnale è simbolicamente ambiguo. Per alcune culture e organizzazioni militari il pugnale simboleggia il coraggio e l'audacia in combattimento.
Tuttavia, i pugnali possono essere associati all'inganno o al tradimento a causa della facilità di occultamento e della sorpresa che l'utilizzatore potrebbe infliggere a una vittima ignara. In effetti, molti omicidi sono stati compiuti con l'uso di un pugnale, compreso quello di Giulio Cesare. Un attacco con mantello e pugnale è quello in cui un nemico ingannevole, traditore o nascosto attacca una persona. Alcuni hanno notato un'associazione fallica tra i pugnali e la successione delle dinastie reali nella letteratura britannica.
Nell'arte europea, i pugnali erano talvolta associati a Ecate, l'antica dea greca della stregoneria.
Lo stigma sociale del pugnale ha origine nel suo uso periodico nella commissione di attacchi poco raccomandabili e omicidi, dall'assassinio di Giulio Cesare nel 44 a.C. all'uso del pugnale a spillo da parte della Mano Nera dell'America dell'inizio del XX secolo. Di conseguenza, ha sviluppato un'associazione pubblica con aggressioni a sorpresa da parte di criminali e assassini intenti a pugnalare vittime ignare. I codici penali moderni di molte nazioni e di alcuni stati degli Stati Uniti vietano specificamente il porto del pugnale come arma proibita.

## Uso moderno

Emblema dell'esercito americano con pugnale.

Il pugnale sopravvive ancora nell'uso militare come arma da combattimento ravvicinato e cerimoniale.
Molte nazioni usano il modello del pugnale sotto forma di baionetta. I pugnali sono comunemente usati come parte delle insegne di unità militari d'élite o forze speciali, come l'unità per operazioni speciali aviotrasportate dell'esercito americano.

## Coltelli d'arte
I pugnali sono una forma popolare di quello che è noto come "coltello artistico", dovuto in parte alla simmetria della lama. Uno dei coltelli richiesti a un Mastersmith dell'American Bladesmith Society (un'organizzazione senza scopo di lucro composta da coltellinai la cui funzione primaria è quella di promuovere le tecniche di forgiatura delle lame in acciaio) è la costruzione di un "coltello artistico" o di un pugnale "stile europeo".

## Tipologie
- Almarada
- Asib
- Balestra aviglianese
- Clunaculum
- Centoventi
- Costoliere
- Daga
- Fusetto
- Hallstatt
- Kriss
- Jambiya
- Koummya
- Lama
- Manosinistra
- Misericordia (arma)
- Pistolese
- Quadrello
- Sfondagiaco
- Stiletto
- Wedung
- Coltello a spinta

## Galleria d'immagini

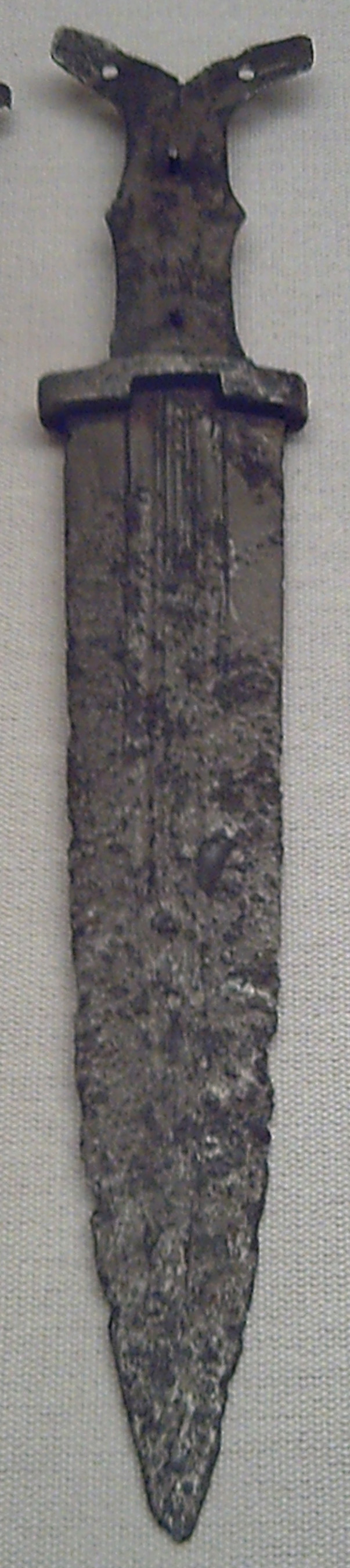
Pugnale iberico preromano in ferro forgiato tra la metà del V secolo a.C. e il III secolo a.C.
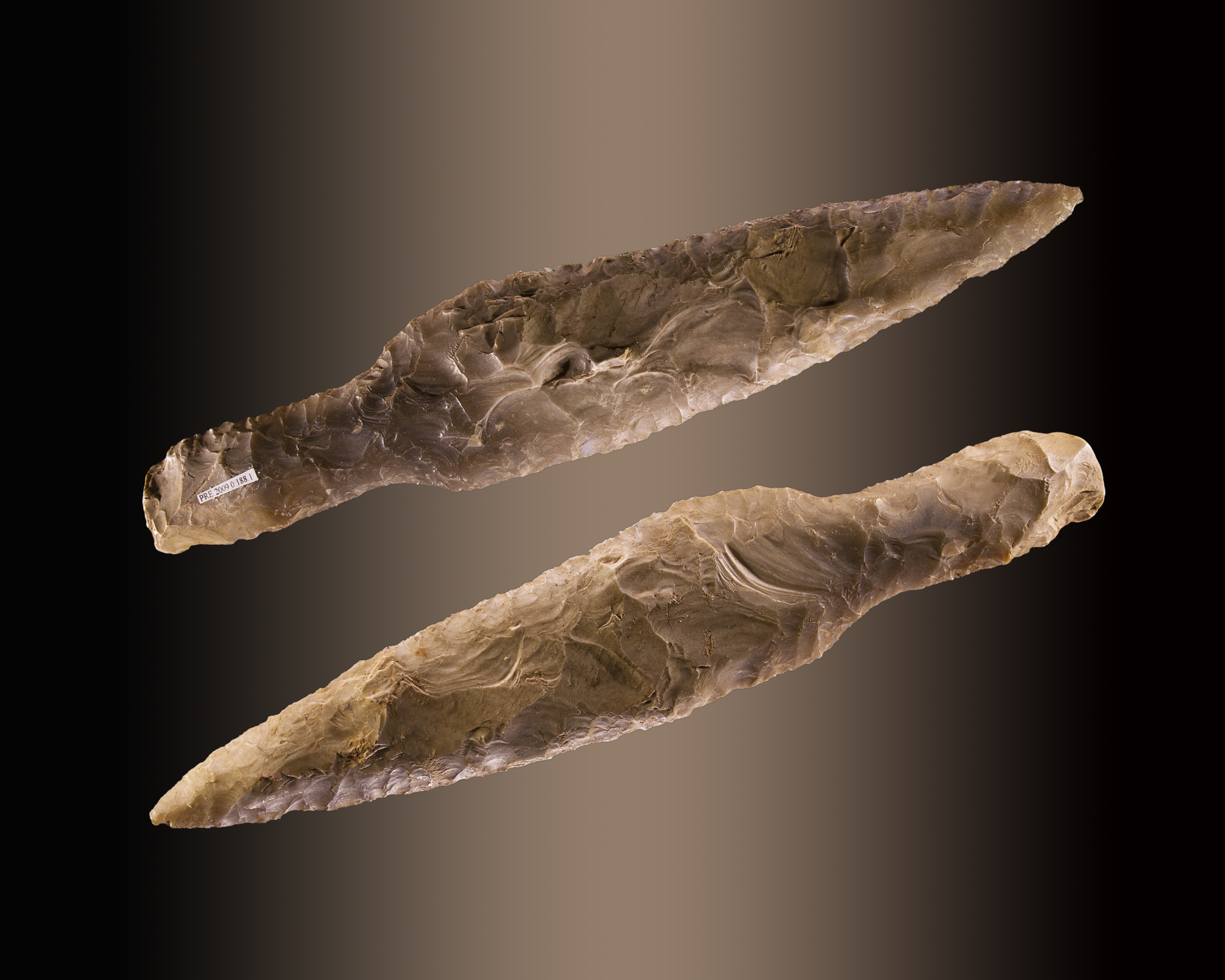
Un pugnale neolitico del Muséum de Toulouse.
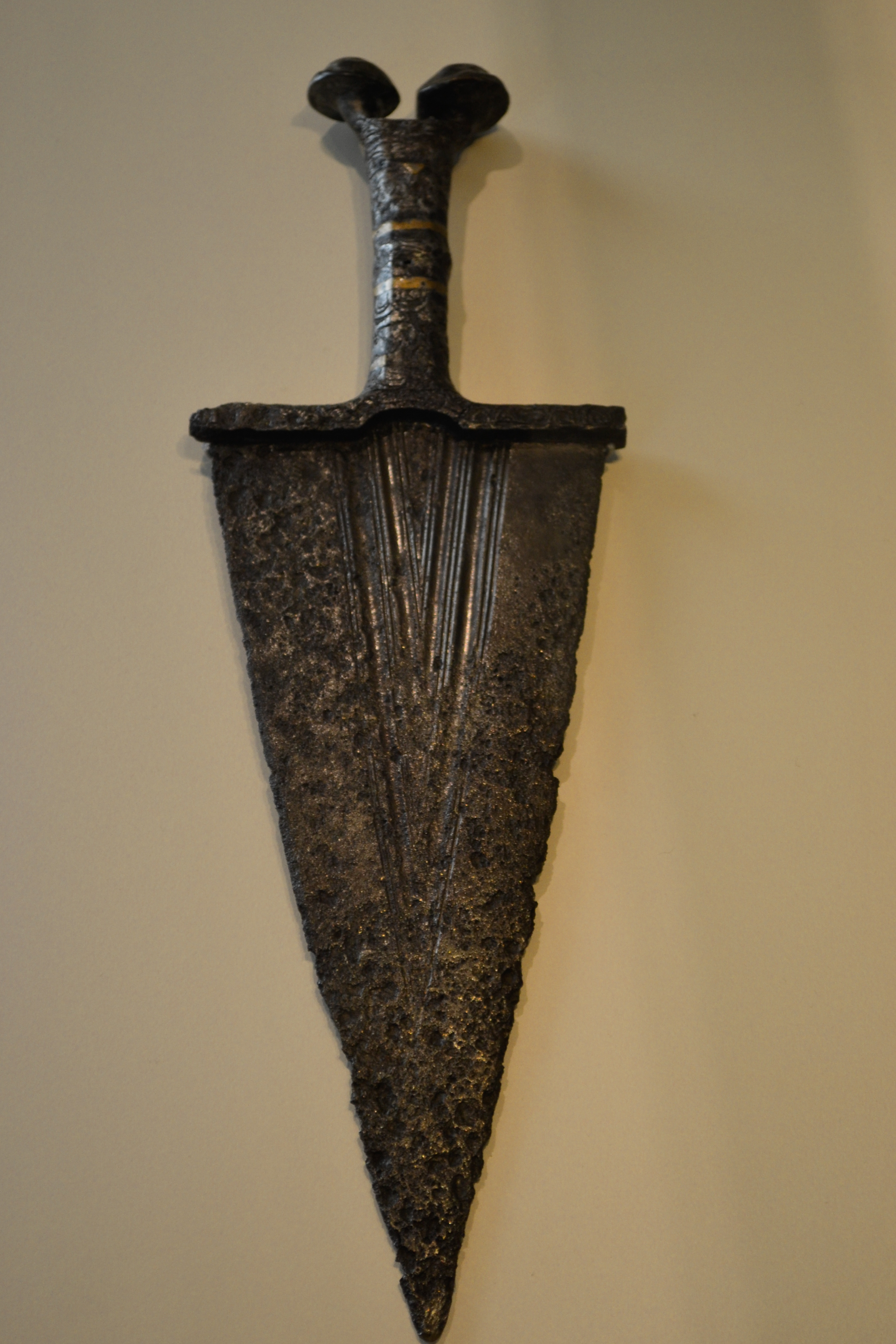
Pugnale iberico triangolare in ferro.
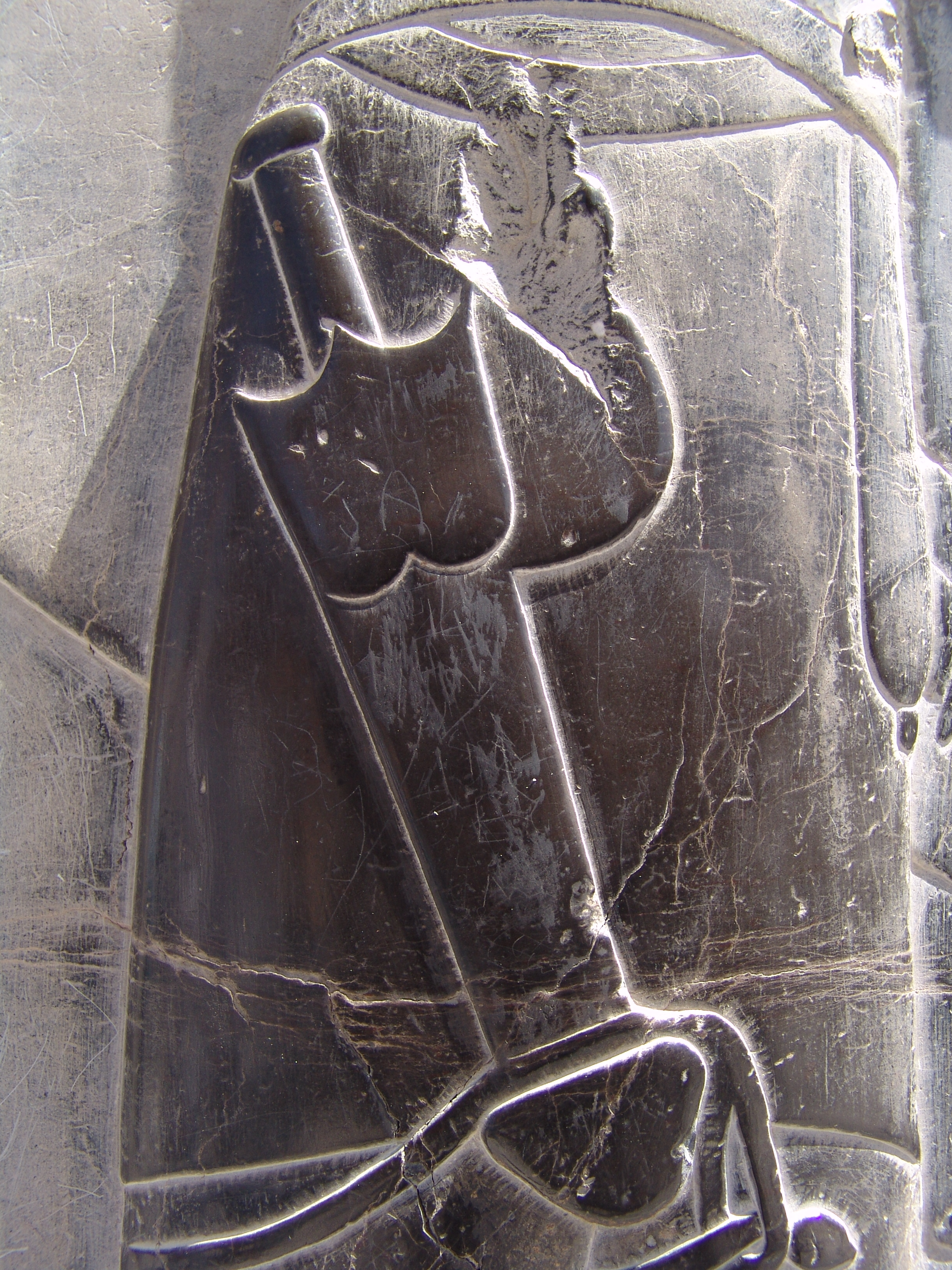
Rilievo di akinakes, un tipo di antico pugnale, indossato da una guardia achemenide a Persepoli.
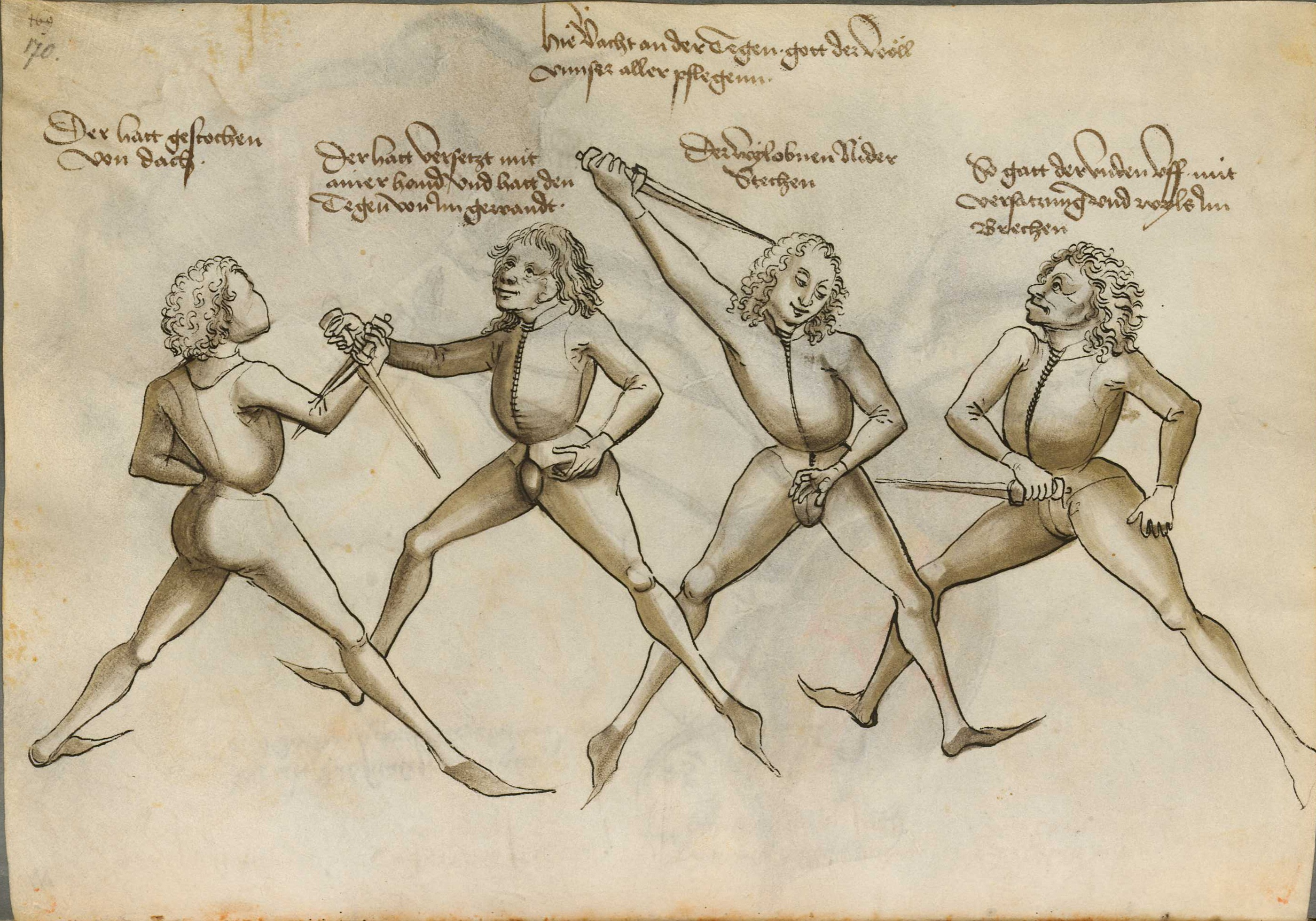
Raffigurazione del combattimento con il pugnale (degen) di Hans Talhoffer (1467).
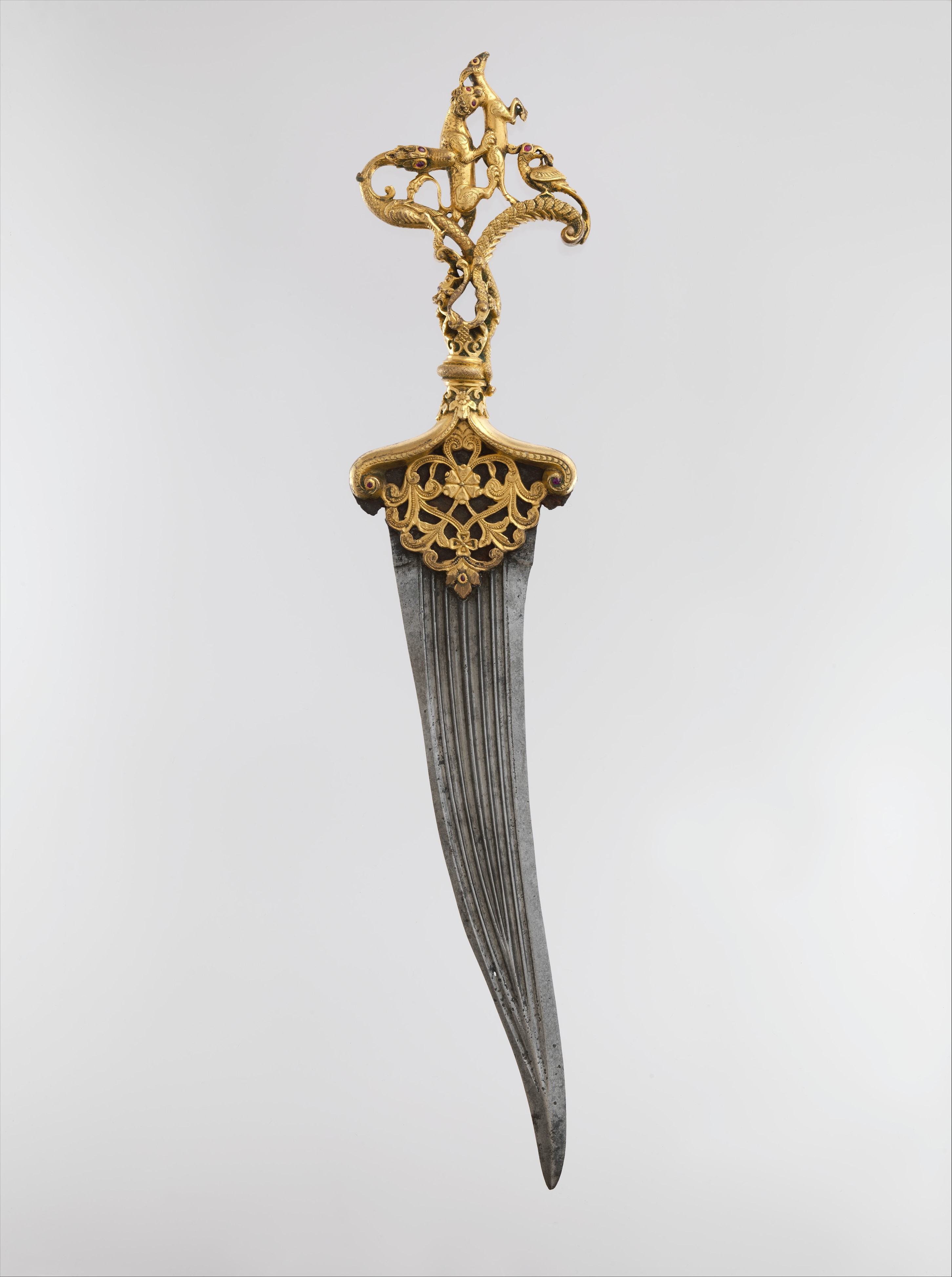
Pugnale con elsa zoomorfa, circa XVI secolo, Metropolitan Museum of Art.
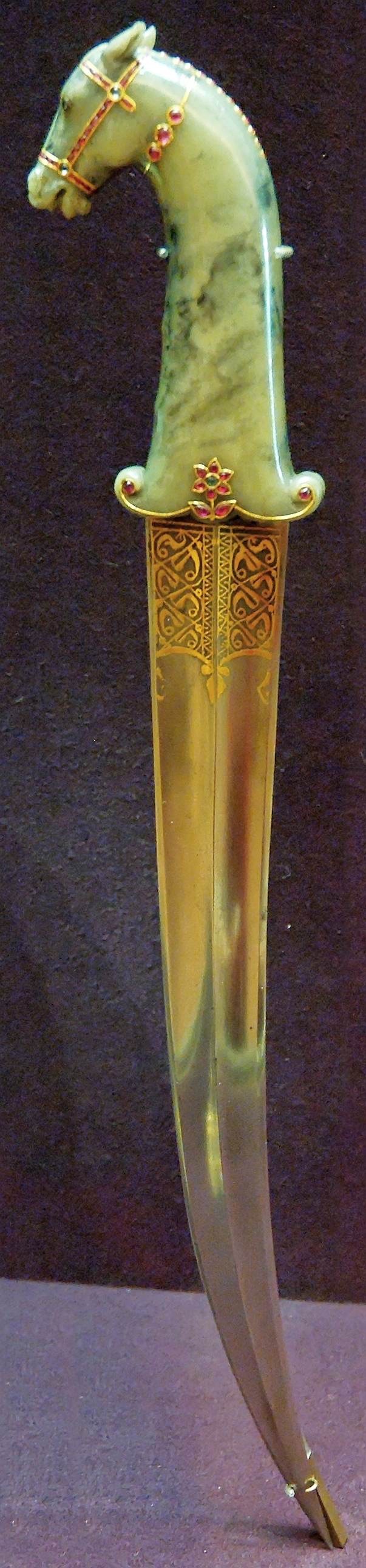
Pugnale Moghul, Louvre
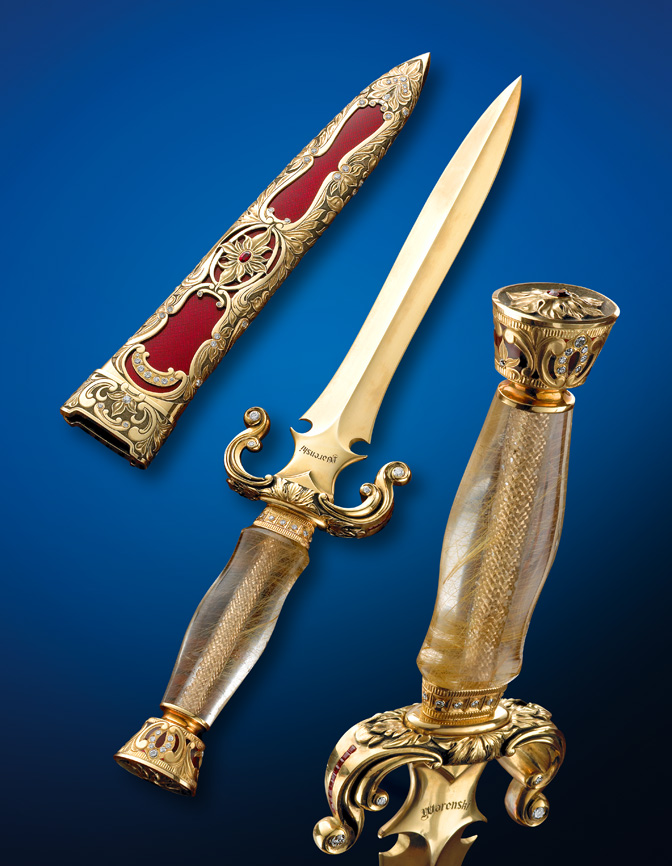
Pugnale Buster Warenski, che fu un coltellinaio americano di Kimberly, Nevada.